# Équipe de Suisse de football en 1983
Cet article présente les résultats de l'équipe de Suisse de football lors de l'année 1983. En septembre, elle dispute son premier match à Neuchâtel. En novembre et décembre, elle rencontre pour la première fois les équipes africaines d'Algérie, de Côte d'Ivoire, du Zimbabwe et du Kenya. Les parties contre la Côte d'Ivoire et le Zimbabwe constituent d'ailleurs les deux premières d'un pays européen face à chacune de ces deux nations.

## Bilan
|           | Nombre de matchs | Victoires | Défaites | Matchs nuls | Buts marqués | Buts encaissés |
| Domicile  | 6                | 2         | 2        | 2           | 6            | 4              |
| Extérieur | 7                | 1         | 3        | 3           | 7            | 11             |
| Neutre    | 0                | 0         | 0        | 0           | 0            | 0              |
| Total     | 13               | 3         | 5        | 5           | 13           | 15             |

## Matchs et résultats
| Match amical                            | Bulgarie  | 1 - 1   | Suisse    | Stade Youri Gagarine, Varna                    |                                                |
| 9 mars 1983 · Historique des rencontres | Getov 84e | (0 - 0) | 65e Ponte | Spectateurs : 12 000 Arbitrage : Yusuf Namoglu | Spectateurs : 12 000 Arbitrage : Yusuf Namoglu |
| 9 mars 1983 · Historique des rencontres | Rapport   |         |           | Spectateurs : 12 000 Arbitrage : Yusuf Namoglu | Spectateurs : 12 000 Arbitrage : Yusuf Namoglu |

| Éliminatoires Euro 1984                  | Écosse                  | 2 - 2   | Suisse                 | Hampden Park, Glasgow                           |                                                 |
| 30 mars 1983 · Historique des rencontres | Wark 70e · Nicholas 76e | (0 - 1) | 17e Egli · 58e Hermann | Spectateurs : 40 000 Arbitrage : Charles Corver | Spectateurs : 40 000 Arbitrage : Charles Corver |
| 30 mars 1983 · Historique des rencontres | Rapport                 |         |                        | Spectateurs : 40 000 Arbitrage : Charles Corver | Spectateurs : 40 000 Arbitrage : Charles Corver |

| Match amical                              | Suisse  | 0 - 1   | Union soviétique | La Pontaise, Lausanne                          |                                                |
| 13 avril 1983 · Historique des rencontres |         | (0 - 1) | Blokhine         | Spectateurs : 18 000 Arbitrage : Gérard Biguet | Spectateurs : 18 000 Arbitrage : Gérard Biguet |
| 13 avril 1983 · Historique des rencontres | Rapport |         |                  | Spectateurs : 18 000 Arbitrage : Gérard Biguet | Spectateurs : 18 000 Arbitrage : Gérard Biguet |

| Éliminatoires Euro 1984                 | Suisse  | 0 - 0 | Allemagne de l'Est | Wankdorf, Berne                                |                                                |
| 14 mai 1983 · Historique des rencontres |         |       |                    | Spectateurs : 32 000 Arbitrage : Rolf Ericsson | Spectateurs : 32 000 Arbitrage : Rolf Ericsson |
| 14 mai 1983 · Historique des rencontres | Rapport |       |                    | Spectateurs : 32 000 Arbitrage : Rolf Ericsson | Spectateurs : 32 000 Arbitrage : Rolf Ericsson |

| Match amical                                     | Suisse          | 1 - 2   | Brésil                           | Stade Saint-Jacques, Bâle                    |                                              |
| 17 juin 1983 · 20h00 · Historique des rencontres | Egli 33e (pen.) | (1 - 0) | 78e (pen.) Sócrates · 87e Careca | Spectateurs : 60 000 Arbitrage : Alfred Grey | Spectateurs : 60 000 Arbitrage : Alfred Grey |
| 17 juin 1983 · 20h00 · Historique des rencontres | Rapport         |         |                                  | Spectateurs : 60 000 Arbitrage : Alfred Grey | Spectateurs : 60 000 Arbitrage : Alfred Grey |

| Match amical                                 | Suisse  | 0 - 0 | Tchécoslovaquie | La Maladière (ancien), Neuchâtel                 |                                                  |
| 7 septembre 1983 · Historique des rencontres |         |       |                 | Spectateurs : 8 200 Arbitrage : Aron Schmidhuber | Spectateurs : 8 200 Arbitrage : Aron Schmidhuber |
| 7 septembre 1983 · Historique des rencontres | Rapport |       |                 | Spectateurs : 8 200 Arbitrage : Aron Schmidhuber | Spectateurs : 8 200 Arbitrage : Aron Schmidhuber |

| Éliminatoires Euro 1984                     | Allemagne de l'Est                    | 3 - 0   | Suisse | Friedrich-Ludwig-Jahn-Sportpark, Berlin-Est    |                                                |
| 12 octobre 1983 · Historique des rencontres | Richter 45e · Ernst 75e · Streich 90e | (1 - 0) |        | Spectateurs : 12 000 Arbitrage : Keith Hackett | Spectateurs : 12 000 Arbitrage : Keith Hackett |
| 12 octobre 1983 · Historique des rencontres | Rapport                               |         |        | Spectateurs : 12 000 Arbitrage : Keith Hackett | Spectateurs : 12 000 Arbitrage : Keith Hackett |

| Match amical                                | Suisse                   | 2 - 0   | Yougoslavie | Stade Saint-Jacques, Bâle                   |                                             |
| 26 octobre 1983 · Historique des rencontres | Sutter 50e · Brigger 83e | (0 - 0) |             | Spectateurs : 9 000 Arbitrage : Jean Koster | Spectateurs : 9 000 Arbitrage : Jean Koster |
| 26 octobre 1983 · Historique des rencontres | Rapport                  |         |             | Spectateurs : 9 000 Arbitrage : Jean Koster | Spectateurs : 9 000 Arbitrage : Jean Koster |

| Éliminatoires Euro 1984                             | Suisse                                     | 3 - 1   | Belgique        | Wankdorf, Berne                              |                                              |
| 9 novembre 1983 · 20h00 · Historique des rencontres | Schällibaum 24e · Brigger 75e · Geiger 90e | (1 - 0) | 64e Vandenbergh | Spectateurs : 10 000 Arbitrage : Volker Roth | Spectateurs : 10 000 Arbitrage : Volker Roth |
| 9 novembre 1983 · 20h00 · Historique des rencontres | Rapport                                    |         |                 | Spectateurs : 10 000 Arbitrage : Volker Roth | Spectateurs : 10 000 Arbitrage : Volker Roth |

| Match amical                                         | Algérie       | 1 - 2   | Suisse                    | Stade du 5-Juillet-1962, Alger                  |                                                 |
| 30 novembre 1983 · 20h30 · Historique des rencontres | Bencheikh 22e | (1 - 1) | 35e Jaccard · 89e Hermann | Spectateurs : 25 184 Arbitrage : Belaïd Lacarne | Spectateurs : 25 184 Arbitrage : Belaïd Lacarne |
| 30 novembre 1983 · 20h30 · Historique des rencontres | Rapport       |         |                           | Spectateurs : 25 184 Arbitrage : Belaïd Lacarne | Spectateurs : 25 184 Arbitrage : Belaïd Lacarne |

| Match amical                                | Côte d'Ivoire    | 1 - 0   | Suisse | Félix-Houphouët-Boigny, Abidjan           |                                           |
| 2 décembre 1983 · Historique des rencontres | Zahui 84e (pen.) | (0 - 0) |        | Spectateurs : 4 000 Arbitrage : Amuam Aka | Spectateurs : 4 000 Arbitrage : Amuam Aka |
| 2 décembre 1983 · Historique des rencontres | Rapport          |         |        | Spectateurs : 4 000 Arbitrage : Amuam Aka | Spectateurs : 4 000 Arbitrage : Amuam Aka |

| Match amical                                | Zimbabwe                                   | 3 - 2   | Suisse                 | Stade Rufaro, Harare                           |                                                |
| 4 décembre 1983 · Historique des rencontres | Charles 30e (pen.) 63e (pen.) · Mutasa 86e | (1 - 2) | 2e In-Albon · 45e Lüdi | Spectateurs : 10 000 Arbitrage : Felix Sanyika | Spectateurs : 10 000 Arbitrage : Felix Sanyika |
| 4 décembre 1983 · Historique des rencontres | Rapport                                    |         |                        | Spectateurs : 10 000 Arbitrage : Felix Sanyika | Spectateurs : 10 000 Arbitrage : Felix Sanyika |

| Match amical                                | Kenya   | 0 - 0 | Suisse | Municipal Stadium, Mombasa                |                                           |
| 6 décembre 1983 · Historique des rencontres |         |       |        | Spectateurs : 15 000 Arbitrage : Ali Said | Spectateurs : 15 000 Arbitrage : Ali Said |
| 6 décembre 1983 · Historique des rencontres | Rapport |       |        | Spectateurs : 15 000 Arbitrage : Ali Said | Spectateurs : 15 000 Arbitrage : Ali Said |